# Lagodias laticornis
Lagodias laticornis är en tvåvingeart som först beskrevs av Friedrich Hermann Loew 1858.  Lagodias laticornis ingår i släktet Lagodias och familjen rovflugor.
Artens utbredningsområde är Namibia. Inga underarter finns listade i Catalogue of Life.